# ノックアウト・CPフレッシュマート
ノックアウト・CPフレッシュマート（泰: น็อคเอาท์ ซีพีเฟรชมาร์ท、英: Knockout CP Freshmart、1990年9月20日 - ）は、タイのプロボクサー。元WBA世界ミニマム級スーパー王者。現役のタイ王国軍軍人でもある。

## 来歴

### ムエタイ
7歳のときにムエタイを始め、ルンピニー・スタジアムの105ポンド級の王者になった。

### ボクシング転向

#### ユース王者
2012年6月22日、プロボクシングデビュー戦としてバンコクのブンクム区にてWBC世界ミニマム級ユース王座決定戦を行い、6回3-0（59-52×3）の負傷判定勝ちを収め王座獲得に成功した。 
2012年12月3日、バンコクの国王警護隊第11駐屯地内特設会場でデムシー・マヌフォーと対戦し、3回KO勝ちを収め初防衛に成功した。
2013年4月26日、コーンケン県でマーク・アンソニー・フロリダと対戦し、5回2分16秒KO勝ちを収め2度目の防衛に成功した。
2013年7月10日、バンコクバーンケーン区ンガム・ウォン・ワン通りのサイアム・パラダイス・エンターテイメント・コンプレックスでビムボ・ナシオナレスと対戦し、5回2分8秒TKO勝ちを収め3度目の防衛に成功した。
2014年1月31日、ウボンラーチャターニー県でアミット・パンガルと対戦し、10回3-0（96-94×2、97-93）の判定勝ちを収め4度目の防衛に成功した。
2014年3月28日、バンコクワントーンラーン区のチョクチャイ4市場でジョナサン・レフヒオと対戦し、10回3-0（96-91×2、98-89）の判定勝ちを収め5度目の防衛に成功した。
2014年6月10日、バンコクバーンケーン区ンガム・ウォン・ワン通りのサイアム・パラダイス・エンターテイメント・コンプレックスでサンディープと対戦し、5回KO勝ちを収め6度目の防衛に成功した。
2014年7月25日、チョンブリー県でクリス・アルファンテと対戦し、5回TKO勝ちを収め7度目の防衛に成功した。

#### WBA王座獲得・長期政権
2014年10月1日、ブリーラム県のニュー・アイモバイル・スタジアムでWBA世界ミニマム級5位のカルロス・ブイトラゴとWBA世界ミニマム級暫定王座決定戦を行い、12回3-0（115-113×3）の判定勝ちを収め王座獲得に成功した。
2015年3月5日、チョンブリー県のチョン・インター・ホテルで元ミニマム級2冠王者でWBA世界ミニマム級9位のムハンマド・ラクマンと対戦し、12回3-0（117-112、119-111、119-109）の判定勝ちを収め、初防衛に成功した。
2015年7月2日、ナコーンラーチャシーマー県でWBA世界ミニマム級2位のアレクシス・ディアスと対戦し、4回2分45秒TKO勝ちを収め2度目の防衛に成功した。
2016年1月22日、WBAは正規王者のヘッキー・ブドラーをスーパー王座に認定し、同年2月4日に行われる暫定王者ノックアウト・CPフレッシュマート対カルロス・ブイトラゴ戦の勝者と同年3月19日に行われるヘッキー・ブドラー対バイロン・ロハス戦の勝者との間で団体内王座統一戦を行うよう指令を出した。
2016年2月3日、WBAはWBA世界ミニマム級2位のカルロス・ブイトラゴと再戦するよう指令を出した。
2016年2月4日、チョンブリー県の市役所内特設会場でWBA世界ミニマム級2位のカルロス・ブイトラゴと対戦し、12回3-0（117-111×2、119-109）の判定勝ちを収め1年4ヵ月ぶりの再戦を制しての3度目の防衛に成功した。
2016年4月4日、WBAはバイロン・ロハスとノックアウト・CPフレッシュマートに対し、同年3月23日から30日以内に団体内王座統一戦を行うことで合意するよう指令を出した。
2016年6月29日、コーンケン県でWBA世界ミニマム級正規王者のバイロン・ロハスと団体内王座統一戦を行い、12回3-0（115-113×3）の判定勝ちを収め団体内王座統一に成功する（記録上は4度目の防衛）と共に正規王座に認定された。
2016年12月14日、ナコーンラーチャシーマー県でWBA世界ミニマム級14位の小野心と対戦し、12回3-0（117-111、118-110、118-109）の判定勝ちを収め5度目の防衛に成功した。
2017年3月1日、チョンブリー県でWBA世界ミニマム級15位の大平剛と対戦し、5回1分7秒TKO勝ちを収め6度目の防衛に成功した。
2017年7月15日、チョンブリー県でWBA世界ミニマム級1位で元IBO世界ライトフライ級王者のレイ・ロリトと対戦し、12回3-0（117-110×2、115-113）の判定勝ちを収め7度目の防衛に成功した。
2018年3月6日、チョンブリー県でWBA世界ミニマム級12位のトト・ランデロと対戦し、12回3-0（119-109、117-111、115-113）の判定勝ちを収め、8度目の防衛に成功した。
2018年7月27日、初の海外試合を中国の青島市にて元WBC世界ミニマム級王者でWBA世界ミニマム級4位の熊朝忠と対戦し、12回3-0（118-110×2、116-112）の判定勝ちを収め9度目の防衛に成功した。
2018年11月29日、チョンブリー県でバイロン・ロハスと再戦し、12回3-0の判定勝ちを収め、10度目の防衛に成功した。
2019年8月2日、ナコーンサワン県でアルアル・アンダレスと対戦し、8回3-0の負傷判定勝ちを収め、11度目の防衛に成功した。
2020年3月3日、ナコーンサワン県で田中教仁と対戦し、12回3-0の判定勝ちを収め、12度目の防衛に成功した。
2021年10月5日、約1年7ヶ月ぶりの試合をブリーラム県でポンサクレック・シスナブディジと対戦し、3回TKO勝ちを収め、13度目の防衛に成功した。
2021年12月14日、プーケット県でロバート・パラデロと対戦し、5回TKO勝ちを収め、14度目の防衛に成功した。
2022年7月20日、チョンブリー県で同門のワンヒン・ミナヨーティンと対戦し、12回3-0の判定勝ちを収め、15度目の防衛に成功した。
2022年12月12日、団体内王座統一戦の入札が行われ、レギュラー王者エリック・ロサを擁するシュアン・ボクシングが122,000ドルを提示したのに対し、スーパー王者ノックアウト・CPフレッシュマートを擁するペッインディーが140,000ドルを提示した為興行権を落札した。ファイトマネーはスーパー王者のノックアウトが落札額の75％となる10万5000ドル、レギュラー王者のロサが25％となる3万5000ドルを受け取ることになった。尚、この試合は当初は2022年12月17日にネバダ州ラスベガスのザ・コスモポリタン内チェルシー・ボール・ルームで行われるプレミア・ボクシング・チャンピオンズの興行であるフランク・マーティンvsミシェル・リベラの前座で組まれる予定だったが、ノックアウトがアメリカへの渡航ビザ取得に問題が出たため試合が中止となっていた。
2023年3月1日、ナコーンサワン県でWBA世界ミニマム級レギュラー王者のエリック・ロサと団体内王座統一戦を行う予定だったが、ロサは有効なパスポートを所持していたものの、タイの法律ではパスポートの有効期限が最低6ヵ月ないと入国できないため入国を拒否されたことで試合中止となった。
2023年7月21日、再び団体内王座統一戦の入札が行われ、落札したプロモーションへのノックアウトの母国タイとロサの母国ドミニカ共和国以外の第3国での試合開催の条件が付いた中で、スーパー王者ノックアウトを擁するペッインディーは入札に参加せず、レギュラー王者ロサを擁するシュアン・ボクシングが80,000ドルを提示し興行権を落札した。
2024年1月15日、団体内王座統一戦の興行権を落札したシュアン・ボクシングはWBAにスーパー王者ノックアウトとの団体内王座統一戦は前年の10月に行うと試合予定日を提示していたが、プレミア・ボクシング・チャンピオンズの興行で組まれる予定がShowtimeのボクシング中継撤退が決まった影響などで団体内王座統一戦の開催が未定となったことで、ロサはライトフライ級に転向することを決めWBA世界ミニマム級レギュラー王座を返上した。
2024年2月7日、WBAは同年3月8日までの交渉期間で、2018年11月29日のバイロン・ロハスとの試合以降指名試合を行っていないスーパー王者のノックアウトと同級2位のハサンボイ・ドゥスマトフとの指名試合の交渉を行うように指令を出した。だが交渉期間内に指名試合の交渉がまとまらず、同年5月27日にヒューストンのWBAオフィスをZoomで繋いで入札が行われることとなり、最低落札額は80,000ドルで報酬の配分はノックアウトが75%、ドゥスマトフは25%となった。しかしドゥスマトフがパリオリンピックへの出場を求め、入札がパリオリンピック終了後まで延期されることになったことで、ノックアウト陣営は別の挑戦者との選択防衛戦の許可を要請し認められた。
2024年9月7日、2年2ヶ月振りの試合かつ6年振りの海外での試合として、オーストラリアのパースにあるHBF・スタジアムでWBA世界ミニマム級8位のアレックス・ウィンウッドと対戦し、12回2-0の判定勝ちを収め16度目の防衛に成功した。

#### 王座統一戦
2024年11月16日、リヤドにあるヴェニュー・リヤド・シーズンで行われるリヤド・シーズンラティーノ・ナイトでWBO世界ミニマム級王者のオスカー・コラーゾと王座統一戦を行い、初黒星となる7回1分29秒TKO負けを喫し17度目の防衛と王座統一に失敗、タイから世界王座が不在となる王座陥落となった。

## 戦績
- プロボクシング：26戦 25勝 (9KO) 1敗

| 戦           | 日付           | 勝敗 | 時間    | 内容         | 対戦相手                       | 国籍           | 備考                                             |
| ------------ | -------------- | ---- | ------- | ------------ | ------------------------------ | -------------- | ------------------------------------------------ |
| 1            | 2012年6月22日  | ☆    | 6R      | 負傷判定 3-0 | カルロス・マンザナレス         | フィリピン     | プロデビュー戦 WBC世界ミニマム級ユース王座決定戦 |
| 2            | 2012年12月3日  | ☆    | 3R      | KO           | デムシー・マヌフォー           | インドネシア   | WBCユース防衛1                                   |
| 3            | 2013年4月26日  | ☆    | 5R 2:16 | TKO          | マーク・アンソニー・フロリダ   | フィリピン     | WBCユース防衛2                                   |
| 4            | 2013年7月10日  | ☆    | 5R 2:08 | TKO          | ビムボ・ナシオナレス           | フィリピン     | WBCユース防衛3                                   |
| 5            | 2014年1月31日  | ☆    | 10R     | 判定 3-0     | アミット・パンガル             | インド         | WBCユース防衛4                                   |
| 6            | 2014年3月28日  | ☆    | 10R     | 判定 3-0     | ジョナサン・レフヒオ           | フィリピン     | WBCユース防衛5                                   |
| 7            | 2014年6月10日  | ☆    | 5R      | KO           | サンディープ・クマール         | インド         | WBCユース防衛6                                   |
| 8            | 2014年7月25日  | ☆    | 5R      | TKO          | クリス・アルファンテ           | フィリピン     | WBCユース防衛7                                   |
| 9            | 2014年10月1日  | ☆    | 12R     | 判定 3-0     | カルロス・ブイトラゴ           | ニカラグア     | WBA世界ミニマム級暫定王座決定戦                  |
| 10           | 2015年3月5日   | ☆    | 12R     | 判定 3-0     | ムハンマド・ラクマン           | インドネシア   | WBA暫定防衛1                                     |
| 11           | 2015年7月2日   | ☆    | 4R 2:45 | TKO          | アレクシス・ディアス           | ベネズエラ     | WBA暫定防衛2                                     |
| 12           | 2016年2月4日   | ☆    | 12R     | 判定 3-0     | カルロス・ブイトラゴ           | ニカラグア     | WBA暫定防衛3                                     |
| 13           | 2016年6月29日  | ☆    | 12R     | 判定 3-0     | バイロン・ロハス               | ニカラグア     | WBA世界ミニマム級王座統一戦 WBA防衛4             |
| 14           | 2016年12月14日 | ☆    | 12R     | 判定 3-0     | 小野心（ワタナベ）             | 日本           | WBA防衛5                                         |
| 15           | 2017年3月1日   | ☆    | 5R 1:07 | TKO          | 大平剛（花形）                 | 日本           | WBA防衛6                                         |
| 16           | 2017年7月15日  | ☆    | 12R     | 判定 3-0     | レイ・ロリト                   | フィリピン     | WBA防衛7                                         |
| 17           | 2018年3月6日   | ☆    | 12R     | 判定 3-0     | トト・ランデロ                 | フィリピン     | WBA防衛8                                         |
| 18           | 2018年7月27日  | ☆    | 12R     | 判定 3-0     | 熊朝忠                         | 中華人民共和国 | WBA防衛9                                         |
| 19           | 2018年11月29日 | ☆    | 12R     | 判定 3-0     | バイロン・ロハス               | ニカラグア     | WBA防衛10                                        |
| 20           | 2019年8月2日   | ☆    | 8R 1:33 | 負傷判定 3-0 | アルアル・アンダレス           | フィリピン     | WBA防衛11→スーパー王座に認定                     |
| 21           | 2020年3月3日   | ☆    | 12R     | 判定 3-0     | 田中教仁（三迫）               | 日本           | WBA防衛12                                        |
| 22           | 2021年10月5日  | ☆    | 3R 0:49 | TKO          | ポンサクレック・シスナブディジ | タイ           | WBA防衛13                                        |
| 23           | 2021年12月14日 | ☆    | 5R 1:28 | TKO          | ロバート・パラデロ             | フィリピン     | WBA防衛14                                        |
| 24           | 2022年7月20日  | ☆    | 12R     | 判定 3-0     | ワンヒン・ミナヨーティン       | タイ           | WBA防衛15                                        |
| 25           | 2024年9月7日   | ☆    | 12R     | 判定 2-0     | アレックス・ウィンウッド       | オーストラリア | WBA防衛16                                        |
| 26           | 2024年11月16日 | ★    | 7R 1:29 | TKO          | オスカー・コラーゾ             | アメリカ合衆国 | WBA・WBO世界ミニマム級王座統一戦 WBA陥落         |
| テンプレート |                |      |         |              |                                |                |                                                  |

## 獲得タイトル
- WBC世界ミニマム級ユース王座
- WBA世界ミニマム級暫定王座（防衛4＝正規王座に認定）
- WBA世界ミニマム級王座（防衛7＝スーパー王座認定）
- WBA世界ミニマム級スーパー王座（防衛5）